# Mercato Saraceno
Mercato Saraceno – miejscowość i gmina we Włoszech, w regionie Emilia-Romania, w prowincji Forlì-Cesena.
Według danych na rok 2004 gminę zamieszkiwało 6177 osób, 62,4 os./km².